# フアン・カルロス・フェレーロ
フアン・カルロス・フェレーロ・ドナト（Juan Carlos Ferrero Donat、1980年2月12日 - ）は、スペイン・オンテニエンテ出身の元男子プロテニス選手。身長183cm、体重73kgの細い体型から“Mosquito”（モスキート）と呼ばれている。右利き、バックハンド・ストロークは両手打ち。ATPランキング自己最高位はシングルス1位、ダブルス198位。ATPツアーでシングルス16勝を挙げた。
2003年全仏オープン男子シングルス優勝者で4大大会では2度の準優勝経験がある。2002年最終戦マスターズ・カップ準優勝。マスターズ1000優勝4回。デビスカップではスペイン代表として3度の優勝に貢献。
現在はテニスコーチを職としており、2017年には当時世界ランク11位のアレクサンダーズベレブを、2019年から現在まではカルロスアルカラスのコーチを勤めている。

## 選手経歴
ジュニア時代、1998年全仏オープン男子ジュニアシングルス部門でフェルナンド・ゴンサレスに敗れた準優勝がある。同年にプロ入り。翌1999年3月のハサン2世グランプリが彼のATPツアーデビュー戦で、予選勝ち上がりからベスト4に進出した。1999年全米オープンで4大大会に初出場し、1回戦で第8シードのグレグ・ルーゼドスキーに敗れたが、翌週に開かれた地元スペインのマヨルカ・オープン決勝でアレックス・コレチャを下し、ツアー初優勝を果たす。これらの好成績から、彼はシングルスランキングを年初の「348位」から年度末には「45位」にまで急上昇させ、1999年度のATPアワードの最優秀新人賞を受賞した。
2000年全仏オープンで、フェレーロは初出場からいきなり準決勝まで進出し、クレーコートの王者グスタボ・クエルテンに5-7, 6-4, 6-2, 4-6, 3-6で惜敗した。同年9月に開かれたシドニー五輪にもスペイン代表選手として出場し、第8シードとしてアルノー・ディ・パスカルとの準々決勝まで進出した。その後は特にクレーコートで圧倒的な強さを見せ続け、2001年のローマ・マスターズでは、決勝でクエルテンに3-6, 6-1, 2-6, 6-4, 6-2で勝利し、優勝している。しかし、同年の全仏オープンでは2年連続の準決勝でクエルテンに連敗する。2002年全仏オープンでは、ギリェルモ・コリア、ガストン・ガウディオ、アンドレ・アガシ、マラト・サフィンといった強敵を次々と撃破し、初の決勝進出を果たすが、同じスペインの先輩選手アルベルト・コスタに1-6, 0-6, 6-4, 3-6で敗れて準優勝に終わった。
2003年全仏オープンで、フェレーロは2年連続2度目の決勝進出で悲願の初優勝を達成した。この時は準々決勝でジュニア時代からのライバルだったフェルナンド・ゴンサレスを6-1, 3-6, 6-1, 5-7, 6-4とフルセットの末に破り、その後準決勝でコスタを6-3, 7-6, 6-4て下し、一年前の決勝のリベンジを果たした。決勝戦では カルロス・モヤ、コリアを破り、勝ち上がってきたマーティン・フェルケルクに6-1, 6-3, 6-2で破り、念願だったグランドスラム優勝を果たした。全米オープンでもレイトン・ヒューイット、アガシら過去の全米優勝者を撃破して決勝に進出したが、地元アメリカの新星アンディ・ロディックに3-6, 6-7, 3-6で敗れて準優勝に終わった。全米オープン終了後、フェレーロは初めて世界ランキング1位になった。
その後は故障の影響もあり、彼は長期間の成績不振に苦しんだ。2004年から2008年までの5年間は、ATPツアーで6度の準優勝に止まっていた。その間、2007年ウィンブルドンで初のベスト8進出があり、この準々決勝ではロジャー・フェデラーに6-7, 6-3, 1-6, 3-6で敗れた。2003年10月のマドリード・マスターズ以降、110大会もの間ツアー優勝から遠ざかっていたが、2009年4月のハサン2世グランプリ決勝でフローラン・セラを6-4, 7-5で破り、6年ぶりのツアー優勝を飾った。それからウィンブルドンでランキングが足りず、ワイルドカードでの出場であったにもかかわらず、3回戦で第10シードのフェルナンド・ゴンサレスを4-6, 7-5, 6-4, 4-6, 6-4の死闘の末に、4回戦では第7シードジル・シモンを破り、2人のトップ10プレーヤーを破った上で、2年ぶり2度目の準々決勝に進んだが、第3シードのアンディ・マリーに5-7, 3-6, 2-6のストレートで完敗した。
フェレーロは2012年10月のバレンシア・オープン500を最後に32歳で現役を引退した。

## キャリア通算成績

### グランドスラム

#### シングルス
| 結果   | 年   | 大会         | サーフェス | 対戦相手                 | 試合結果           |
| ------ | ---- | ------------ | ---------- | ------------------------ | ------------------ |
| 準優勝 | 2002 | 全仏オープン | クレー     | アルベルト・コスタ       | 1–6, 0–6, 6–4, 3–6 |
| 優勝   | 2003 | 全仏オープン | クレー     | マルティン・フェルケルク | 6–1, 6–3, 6–2      |
| 準優勝 | 2003 | 全米オープン | ハード     | アンディ・ロディック     | 3–6, 6–7(2–7), 3–6 |

### ATPツアー年間最終戦

#### シングルス
| 結果   | 年   | 大会 | サーフェス     | 対戦相手               | 試合結果                |
| ------ | ---- | ---- | -------------- | ---------------------- | ----------------------- |
| 準優勝 | 2002 | 上海 | インドアハード | レイトン・ヒューイット | 5–7, 5–7, 6–2, 6–2, 4–6 |

## 4大大会成績
略語の説明
| W | F | SF | QF | #R | RR | Q# | LQ | A | Z# | PO | G | S | B | NMS | P | NH |

W=優勝, F=準優勝, SF=ベスト4, QF=ベスト8, #R=#回戦敗退, RR=ラウンドロビン敗退, Q#=予選#回戦敗退, LQ=予選敗退, A=大会不参加, Z#=デビスカップ/BJKカップ地域ゾーン, PO=デビスカップ/BJKカッププレーオフ, G=オリンピック金メダル, S=オリンピック銀メダル, B=オリンピック銅メダル, NMS=マスターズシリーズから降格, P=開催延期, NH=開催なし.
| 大会           | 1999 | 2000 | 2001 | 2002 | 2003 | 2004 | 2005 | 2006 | 2007 | 2008 | 2009 | 2010 | 2011 | 2012 | 通算成績 |
| -------------- | ---- | ---- | ---- | ---- | ---- | ---- | ---- | ---- | ---- | ---- | ---- | ---- | ---- | ---- | -------- |
| 全豪オープン   | A    | 3R   | 2R   | A    | QF   | SF   | 3R   | 3R   | 2R   | 4R   | 1R   | 1R   | A    | 1R   | 20–11    |
| 全仏オープン   | Q1   | SF   | SF   | F    | W    | 2R   | 3R   | 3R   | 3R   | 1R   | 2R   | 3R   | A    | 2R   | 34–11    |
| ウィンブルドン | A    | A    | 3R   | 2R   | 4R   | 3R   | 4R   | 3R   | QF   | 2R   | QF   | 1R   | A    | 1R   | 22–11    |
| 全米オープン   | 1R   | 4R   | 3R   | 3R   | F    | 2R   | 1R   | 2R   | 1R   | A    | 4R   | 3R   | 4R   | A    | 23–12    |